# Neklinovskij rajon
Il Neklinovskij rajon, in russo Неклиновский район?, è un rajon dell'Oblast' di Rostov, nella Russia europea. Istituito nel 1936, il capoluogo è Pokrovskoe.